# Aquostic (Stripped Bare)
Aquostic (Stripped Bare) je jedenatřicáté studiové album anglické rockové skupiny Status Quo, které vyšlo 17. října 2014. Jeho producentem je Mike Paxman, který se skupinou již dříve spolupracoval, a skupina na album nahrála nové verze pětadvaceti svých starých skladeb v akustickém podání. Vedle členů skupiny (oproti předchozím albům nastala změna na postu bubeníka, kterým nyní je Leon Cave, ostatní jsou stále stejní) se na albu podílelo také několik dalších hudebníků. Na fotografii na obalu alba jsou nazí dva z členů skupiny – Francis Rossi a Rick Parfitt s akustickými kytarami. Autorem této fotografie je kanadský zpěvák Bryan Adams.

## Seznam skladeb
| Pořadí | Název                      | Autor                                          | Původní album                                                  | Délka |
| ------ | -------------------------- | ---------------------------------------------- | -------------------------------------------------------------- | ----- |
| 1.     | Pictures of Matchstick Men | Francis Rossi                                  | Picturesque Matchstickable Messages from the Status Quo (1968) |       |
| 2.     | Down the Dustpipe          | Carl Groszman                                  | singl (1970)                                                   |       |
| 3.     | Na Na Na                   | Rossi, Bob Young                               | Dog of Two Head (1971)                                         |       |
| 4.     | Paper Plane                | Rossi, Young                                   | Piledriver (1972)                                              |       |
| 5.     | All the Reasons            | Rick Parfitt, Alan Lancaster                   | Piledriver (1972)                                              |       |
| 6.     | Reason for Living          | Rossi, Parfitt                                 | Hello! (1973)                                                  |       |
| 7.     | And It's Better Now        | Rossi, Young                                   | Hello! (1973)                                                  |       |
| 8.     | Caroline                   | Rossi, Young                                   | Hello! (1973)                                                  |       |
| 9.     | Softer Ride                | Parfitt, Lancaster                             | Hello! (1973)                                                  |       |
| 10.    | Claudie                    | Rossi, Young                                   | Hello! (1973)                                                  |       |
| 11.    | Break the Rules            | Rossi, Parfitt, Lancaster, John Coghlan, Young | Quo (1974)                                                     |       |
| 12.    | Down Down                  | Rossi, Young                                   | On the Level (1975)                                            |       |
| 13.    | Little Lady                | Parfitt                                        | On the Level (1975)                                            |       |
| 14.    | Mystery Song               | Parfitt, Young                                 | Blue for You (1976)                                            |       |
| 15.    | Rain                       | Parfitt                                        | Blue for You (1976)                                            |       |
| 16.    | Rockin' All Over the World | John Fogerty                                   | Rockin' All Over the World (1977)                              |       |
| 17.    | Again and Again            | Parfitt, Bown, Jackie Lynton                   | If You Can't Stand the Heat (1978)                             |       |
| 18.    | Whatever You Want          | Parfitt, Bown                                  | Whatever You Want (1979)                                       |       |
| 19.    | What You're Proposing      | Rossi, Bernie Frost                            | Just Supposin' (1980)                                          |       |
| 20.    | Rock 'N' Roll              | Rossi, Frost                                   | Just Supposin' (1980)                                          |       |
| 21.    | Don't Drive My Car         | Parfitt, Bown                                  | Just Supposin' (1980)                                          |       |
| 22.    | Marguerita Time            | Rossi, Frost                                   | Back to Back (1983)                                            |       |
| 23.    | Rollin' Home               | John David                                     | In the Army Now (1986)                                         |       |
| 24.    | Burning Bridges            | Rossi, Bown                                    | Ain't Complaining (1988)                                       |       |
| 25.    | Rock 'Til You Drop         | Bown                                           | Rock 'Til You Drop (1991)                                      |       |

## Obsazení
Status Quo
- Francis Rossi – kytara, zpěv
- Rick Parfitt – kytara, ukulele, zpěv
- Andy Bown – kytara, mandolína, karmonika, klavír, zpěv
- John „Rhino“ Edwards – kytara, baskytara, zpěv
- Leon Cave – kytara, bicí, zpěv

Ostatní hudebníci
- Geraint Watkins – akordeon
- Martin Ditcham – perkuse
- Amy Smith – doprovodné vokály
- Richard Benbow – aranžmá smyčců
- Lucy Wilkins – housle
- Howard Gott – housle
- Natalia Bonner – housle
- Alison Dods – housle
- Sophie Sirota – viola
- Sarah Wilson – violoncello

Technická podpora
- Mike Paxman – produkce
- Gregg Jackman – nahrávání, mixing